# Семёновка (Киквидзенский район)
Семёновка — село в Кайониквидзенском ре Волгоградской области России, 
Население — 509 (2010).

## История
В середине XIX века Семёновка имело статус слободы, относилась к Хопёрскому округу Земли Войска Донского (с 1870 — Область Войска Донского). В 1859 года в слободе проживали 660 мужчин и 767 женщин, имелась православная церковь. После отмены крепостного права Семёновка стала волостным селом Семёновской волости. Согласно переписи 1873 года в селе проживали 886 мужчин и 878 женщин, в хозяйствах жителей имелись 388 лошадей, 252 пары волов, 794 головы прочего рогатого скота, 1125 овец. Согласно переписи населения 1897 года в слободе проживали 1088 мужчин и 1067 женщин, из них грамотных: мужчин — 248 (22,8 %), грамотных женщин — 48 (4,5 %).
Согласно алфавитному списку населённых мест Области Войска Донского 1915 года земельный надел составлял 5006 десятин, проживало 1915 мужчин и 1744 женщины, имелись волостное и сельское правления, церковь, две школы.
С 1928 году село — в составе Преображенского района (с 1936 года — Киквидзенский) Хопёрского округа (упразднён в 1930 году) Нижне-Волжского края (с 1934 года — Сталинградский край). Село являлось центром Семёновского сельсовета. В 1960 году Семёновский и Ширяевский сельские советы были упразднены, их территория передана в состав Киквидзенского сельсовета. В 1979 году село Семёновка отнесено в состав Озеркинского сельсовета.
В соответствии с решением исполнительного комитета Волгоградского облсовета народных депутатов от 25 марта 1987 года № 8/1272 «Об изменении административно-территориального состава отдельных районов Волгоградской области» в Киквидзенском районе был вновь образован Семёновский сельсовет с административным центром в селе Семёновка за счет разукрупнения Озеркинского сельсовета. В состав Семёновского сельского совета были включены хутор Гордеевский, хутор Песчановка и село Семёновка, исключённые из состава Озеркинского сельсовета Киквидзенского района.
Законом Волгоградской области от 28 октября 2004 года № 967-ОД «Об установлении границ и наделении статусом Киквидзенского района и муниципальных образований в его составе» село Семёновка было включено в состав Озеркинского сельского поселения

## География
Село расположено в пределах Хопёрско-Бузулукской равнины, являющейся южным окончанием Окско-Донской низменности, на правом берегу реки Бузулук, от русла которой отделено узкой полосой пойменного леса. Село находится на высоте около 100—120 метров над уровнем моря. Почвы — чернозёмы обыкновенные.
По автомобильным дорогам расстояние до областного центра города Волгоград составляет 310 км, до районного центра станицы Преображенской — 15 км, до хутора Озерки — 11 км.
Климат
Климат умеренный континентальный (согласно классификации климатов Кёппена — Dfb). Многолетняя норма осадков — 458 мм. В течение города количество выпадающих атмосферных осадков распределяется относительно равномерно: наибольшее количество осадков выпадает в июне — 53 мм, наименьшее в марте — 24 мм. Среднегодовая температура положительная и составляет + 6,6 °С, средняя температура самого холодного месяца января −9,4 °С, самого жаркого месяца июля +21,8 °С.
Часовой пояс
Семёновка, как и вся Волгоградская область, находится в часовой зоне МСК (московское время). Смещение применяемого времени относительно UTC составляет +3:00.

## Население
Динамика численности населения по годам:
| 1859 | 1873 | 1897 | 1915 | 1987 |
| ---- | ---- | ---- | ---- | ---- |
| 1427 | 1764 | 2153 | 3659 | ≈480 |

| 2010 |
| ---- |
| 509  |